# Хилль, Вильгельм
Иоганн Вильгельм Хилль (нем. Johann Wilhelm Hill; 28 марта 1838, Фульда — 6 июня 1902, Хомбург) — немецкий композитор.
Начал учиться игре на фортепиано у своего отца в возрасте шести лет. В 1854 г. поступил во Франкфурте-на-Майне в музыкальную школу Генриха Хенкеля и Иоганна Кристиана Гауфа. В 1855 г. выступил с первым сольным вечером в своём родном городе.
Посвятив себя в большей степени композиции, создал значительное количество фортепианных и вокальных сочинений, несколько камерных ансамблей, хоры. Наибольшей популярностью пользовалась песня Хилля «Душенька на Рейне» (нем. Das Herz am Rhein) на стихи Генриха Диппеля (1825—1870). Кроме того, Хилль написал две оперы: «Алона» (1882, либретто О. Прехтлера) и «Иоланта» (на тот же сюжет, что и одноимённая опера П. И. Чайковского).
В 1880-е гг. преподавал в вокальной школе Юлиуса Штокхаузена. На рубеже 1880-90-х гг. творческая активность Хилля уменьшилась из-за прогрессировавшей слепоты.